# Малін Ек
Малін Ек (швед. Malin Ek; нар. 18 квітня 1945, Мальме) — шведська акторка театру і кіно, єдина триразова володарка премії «Золотий жук» за найкращу жіночу роль.

## Життєпис
Малін Ек народилася в родині актора Андерса Ека і хореографки Біргіт Кульберг.
Навчалася в Стокгольмській театральній школі з 1965 по 1968 роки, по закінченні отримала запрошення до трупи Королівського драматичного театру. Дебютувала у виставі «Аліса в Країні Чудес» (1968).
У 1982 році пішла з Королівського драматичного театру до Стокгольмського міського театру (театр Unga Klara), де грала у виставі Dans med nästan. Виставу поставив брат Малін, Матс Ек, а одну з ролей виконав інший брат, Ніклас Ек. Також була зайнята в спектаклях En ren flicka, Hitlers barndom, I Lusthuset, Stormen, Mirad — En pojke från Bosnien, Måsen, Det allra viktigaste і Livet en dröm.
Також Малін Ек грала в театрі «Оріон», де брала участь у виставах På Malta і Johanna.
У 2012 році повернулася до Королівського драматичного театру, одні з останніх її робіт — ролі у виставах Drömmen om Herrön — Killinggänget på Dramaten, Slott i Sverige, Den lilla Sjöjungfrun, En egen ö, Tjuvar, Spöksonaten, Till Damaskus, Chéri і De oskyldiga.

### Кіно
Популярність як акторка здобула завдяки ролі у фільмі Інгмара Бергмана Ett drömspel (1970). У 1982 році зіграла роль Герд в дебютному фільмі режисерки Сюзанни Остін Mamma, що принесла першу нагороду «Золотий жук». Критика особливо відзначала великий внесок різнобічно талановитої акторки в успіх фільму.
У 1985 році Малін Ек знову удостоїлася цієї премії за роль Клари в трилері Хассе Альфредсона Falsk som vatten. Третій «Золотий жук» їй присуджено у 1990 році за роль Лівії Біркман у ще одному фільмі режисерки Сюзанни Остін Skyddsängeln. За цей же фільм вона була номінована на премію Європейської кіноакадемії 1990 року.

### Родина
- Брат — балетний танцюрист Ніклас Ек.
- Брат-близнюк — режисер Матс Ек.
- Дочка — акторка Елін Клінга[5].

## Нагороди та премії
- 1983 — премія «Золотий жук» найкращій акторці за роль Герд у фільмі Mamma[2];
- 1985 — премія «Золотий жук» найкращій акторці за роль Клари у фільмі Falsk som vatten[2];
- 1990 — премія «Золотий жук» найкращій акторці за роль Лівії Біркман у фільмі Skyddsängeln[6];
- 1997 — премія Карла Окермарка Шведської академії[2];
- 2010 — премія О'Ніла[7][2].

## Фільмографія
- 1969 — «Пристрасть»
- 1974 — En skugga (телефільм)
- 1975 — Figaros bröllop (телефільм)
- 1979 — Barnförbjudet
- 1980 — Barnens ö
- 1982 — Mamma
- 1985 — Falsk som vatten
- 1986 — Bröderna Mozart
- 1990 — Skyddsängeln
- 1992 — «Недільні діти»
- 1993 — Hemresa (телефільм)
- 1996 — Bengbulan
- 2006 — Wellkåmm to Verona
- 2008 — Majken

## Обрані театральні роботи
| Рік  | Роль                 | Вистава, автор                        | Режисер           | Театр                          |
| ---- | -------------------- | ------------------------------------- | ----------------- | ------------------------------ |
| 1970 | Матильда             | «Згарище» Август Стріндберг           | Альф Шеберг       | Королівський драматичний театр |
| 2008 | Марія Елеонора       | «Королева Христина» Август Стріндберг | Ягош Маркович     | Королівський драматичний театр |
| 2011 | Іра                  | «Злодії» Деа Лоэр                     | Дженні Андреассон | Королівський драматичний театр |
| 2013 | Місіс Амелія Тілфорд | «Дитячий час» Лілліан Геллман         | Дженні Андреассон | Королівський драматичний театр |
| 2015 | Еммі                 | «Страх з'їдає душу» Ірена Краус       | Надя Вайсс        | Стокгольмський міський театр   |